# Petr Bende
Petr Bende (* 8. srpna 1977 Ivančice) je český zpěvák, skladatel a multiinstrumentalista.

## Život
Petr Bende se narodil 8. srpna 1977 v Ivančicích. V roce 1996 vyhrál Zlín talent v kategorii zpěvák. Byl finalistou Mladé písně Jihlava 2000, finalistou Porty 1900 – 2000, účastníkem Zahrady 1999 – 2000 a v roce 2002 zvítězil v soutěži hudebních skupin Mohelnice. V roce 2005 se účastnil druhé řady hudební soutěže Česko hledá SuperStar, ve které se umístil na druhém místě. Od roku 1998 pořádá své autorské vánoční koncerty „Hvězda“.
Má dva syny Matyase a Maxe.
Má kapelu Petr Bende a band.

## Diskografie
- 2005 – pb
- 2006 – Život ve vteřinách
- 2010 – Vánoční koncert (CD/DVD)
- 2011 – Trojka
- 2014 – Kateřinská jeskyně – speciální akustický koncert (CD/DVD)
- 2014 – Vysočina Fest Live 2014 – s cimbálovou muzikou Grajcar (CD/DVD)
- 2015 – Live in Studio - Petr Bende & band a Cimbál Big Band
- 2016 – Restart
- 2018 – Vánoční koncert
- 2022 – pb Akusticky